# غريس غومر
غريس غومر (بالإنجليزية: Grace Gummer)‏ هي ممثلة أمريكية، ولدت في 9 مايو 1986 بنيويورك في الولايات المتحدة. من الجوائز التي نالتها جائزة المسرح العالمي سنة 2011.

## أعمال

### أفلام
- (2011) لاري كراون[7]
- (2011) مكالمة هامشية[8]
- (2014) تعلم السياقة
- (2014) رجل المنزل[9]

### مسلسلات
- السيد روبوت

## جوائز
- جائزة المسرح العالمي (2011)

## وصلات خارجية
- غريس غومر على موقع IMDb (الإنجليزية)
- غريس غومر على موقع قاعدة بيانات الأفلام العربية
- غريس غومر على موقع ألو سيني (الفرنسية)
- غريس غومر على موقع أول موفي (الإنجليزية)
- غريس غومر على موقع قاعدة بيانات برودواي على الإنترنت (الإنجليزية)
- غريس غومر على موقع قاعدة بيانات الأفلام السويدية (السويدية)
- غريس غومر على موقع قاعدة بيانات الفيلم (الإنجليزية)
- غريس غومر على موقع كينوبويسك (الروسية)